# Xylophagus lukjanovitshi
Xylophagus lukjanovitshi är en tvåvingeart som beskrevs av Nina Krivosheina och Boris Mamaev 1972. Xylophagus lukjanovitshi ingår i släktet Xylophagus och familjen vedflugor.
Artens utbredningsområde är Azerbajdzjan. Inga underarter finns listade i Catalogue of Life.